# Аварии ракет-носителей «Союз»
Аварии ракет-носителей «Союз» — из всех запусков 3 закончились неудачей на старте или во время работы первых трёх ступеней и разгонного блока.
- 1975 год. 5 апреля 1975 года во время запуска экипажа Василия Лазарева и Олега Макарова на «Союзе» отказали двигатели третьей ступени. Космонавты вернулись на Землю живыми в аварийной капсуле[1][2].
- 1983 год. 26 сентября 1983 года за 90 секунд перед стартом возник пожар в нижней части ракеты-носителя. Экипаж корабля "Союз Т-10-1" в составе Геннадия Стрекалова и Владимира Титова спасся[1][2].
- 2018 год. 11 октября 2018 года при запуске экипажа Алексея Овчинина и Ника Хейга отказали двигатели на второй ступени при отделении на 119 секунде полета двигателей первой ступени. Система аварийного спасения сработала успешно и космонавты уцелели[1][2]. Причиной аварии послужил неисправный датчик разделения первой и второй ступеней, который был поврежден при сборке[3].